# Symphonia
Symphonia (lat., von griech. syn = mit, zusammen und phone = Schall, Klang), auch Symphoney gehört zu den wenigen originären Begriffen der Musiktheorie und hat im Laufe der Musikgeschichte unterschiedliche Bedeutungen angenommen:
- In Antike und Mittelalter bedeutet Symphonia so viel wie Konsonanz, auch im Sinne einzelner, als konsonant geltender Intervalle (Einklang, Oktave, Quinte, Quarte).
- Außerdem bezeichnete Symphonia im Mittelalter allgemein einen harmonischen Zusammenklang im realen oder übertragenen Sinne (Sphärenharmonie).
- Die Bezeichnung wurde auch auf Instrumente angewandt, auf denen man Zusammenklänge erzeugen kann: vor allem die Drehleier, aber auch die Sackpfeife und, nach 1500, das Clavichord und andere Tasteninstrumente.
- Bisweilen wurde auch ein Ensemble von verschiedenen Instrumenten so genannt, z. B. „der Stadtpfeiffer mit seiner gantzen Symphoney“ (Michael Praetorius, 1618).
- Seit dem 16. Jahrhundert bezeichnet Symphonia auch mehrstimmige Kompositionen: Georg Rhau, Symphoniae iucundae, 1538; Hubert Waelrant, Symphonia angelica, 1585, Symphoniae sacrae von  G. Gabrieli (1597, 1615) oder Heinrich Schütz (1629, 1647, 1650), wobei unsicher ist, ob sich der Begriff allgemein auf das Zusammenwirken verschiedener Stimmen oder speziell auf das Zusammenwirken von Instrumenten und Singstimmen bezieht. Bei François Campion (Pièces pour la Guitarre) findet sich eine als lentement gekennzeichnete „Symphonie“[1] als Satz der Suite zwischen Prélude und Courante.
- Im 17. Jahrhundert ist Symphonia – oder synonym Sinfonia – zunehmend eine Bezeichnung für rein instrumentale Musik.